# Škoda Felicia
Škoda Felicia — субкомпактный автомобиль чешской компании Škoda Auto. Является продуктом глубокой модернизации модели Favorit. Выпускался с 1994 по 2001 год (универсал — с 1995 по 2001). Стала первой моделью Škoda Auto, которую она выпустила после вхождения в состав концерна Volkswagen Group. Сотрудничество с Volkswagen Group существенно подняло рейтинг производителя на европейском рынке. Модель значительно улучшена по сравнению с «Фаворитом» по безопасности и комфорту. Установлены трёхточечные ремни безопасности с натяжителями. В некоторых комплектациях присутствовали кондиционер, антиблокировочная система (АБС), подушка безопасности водителя. Это первая модель Škoda, получившая дизельный двигатель. Название Felicia было использовано Škoda не впервые. В 1960-е так назывался 2-местный спортивный автомобиль. Felicia имела несколько модификаций: 5-дверный универсал — Felicia Combi, фургон — Cube Van и пикап — Felicia Fun. В 1998 году был произведён рестайлинг. В общей сложности было продано 1 416 939 автомобилей.
Во второй половине 1990-х годов Felicia стала одной из первых массовых иномарок в России.

## Автомотоспорт
После вхождения в концерн Volkswagen Group чешский автопроизводитель активизировал свою программу участия в чемпионате мира по ралли. В сезонах 1993-1997 команда на переднеприводных хетчбэках Favorit 136 L (1993-1995), Felicia Kit-Car (1995-1997) и Octavia Kit Car (1997-1998) выступала в кубке мира для двухлитровых автомобилей. Чемпион мира по ралли 1984 года Стиг Бломквист за рулём Felicia Kit Car занял третье место в абсолютном зачёте раллийной гонки RAC Rally-1996 и смог победить в общем зачёте кубка мира 1996 года для 2-литровых автомобилей (FIA 2-Litre World Rally Cup). Чешский пилот Эмиль Тринер на этой же модели стал чемпионом Европы по ралли 1998 года в переднеприводном классе «Формула 2» (F2).

## Галерея

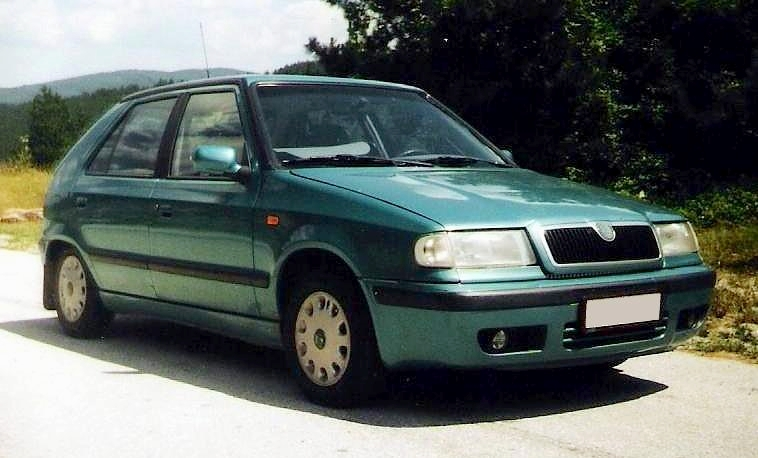
Felicia в кузове хетчбэк после рестайлинга 1998 года
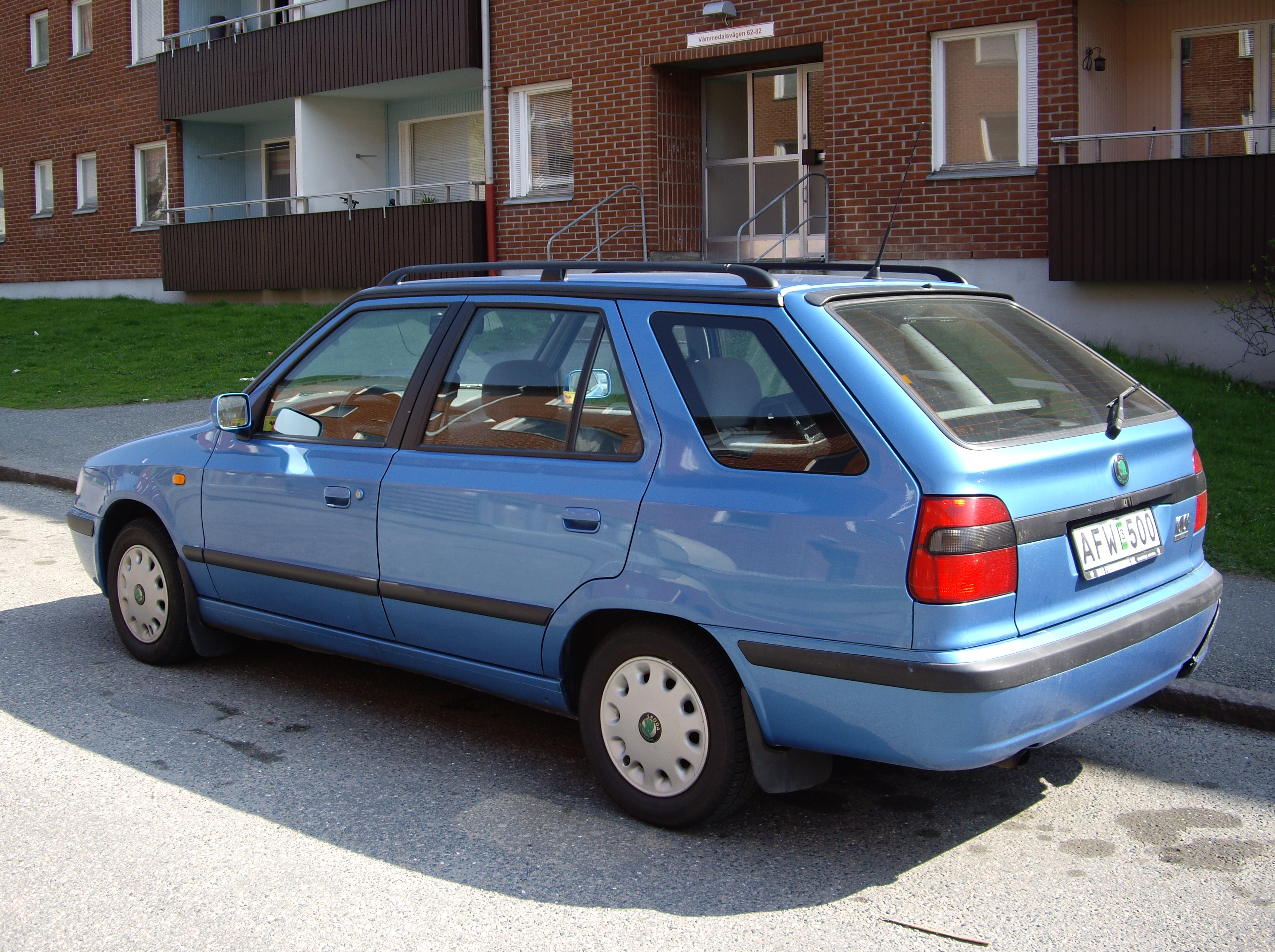
Felicia Combi
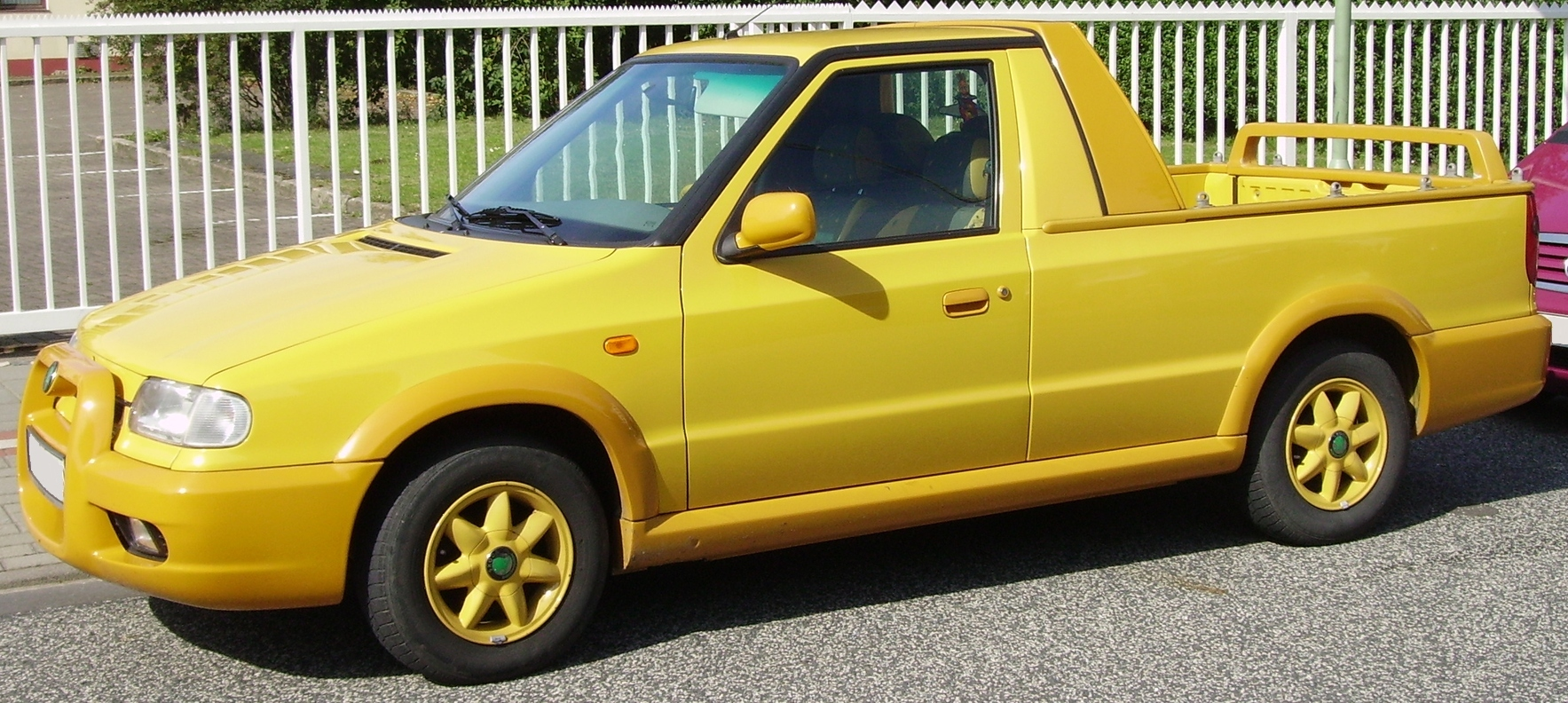
Felicia Fun (пикап)
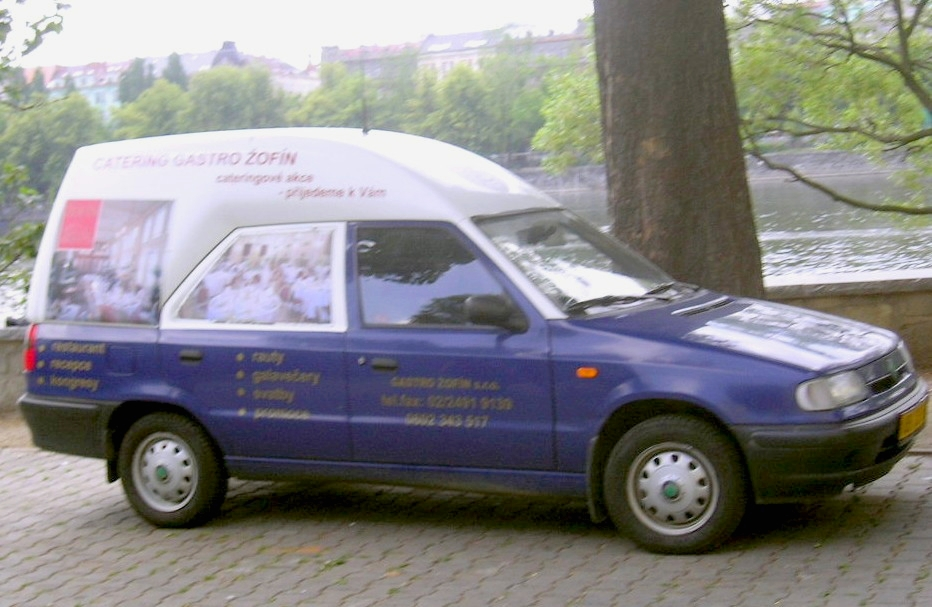
VanPlus
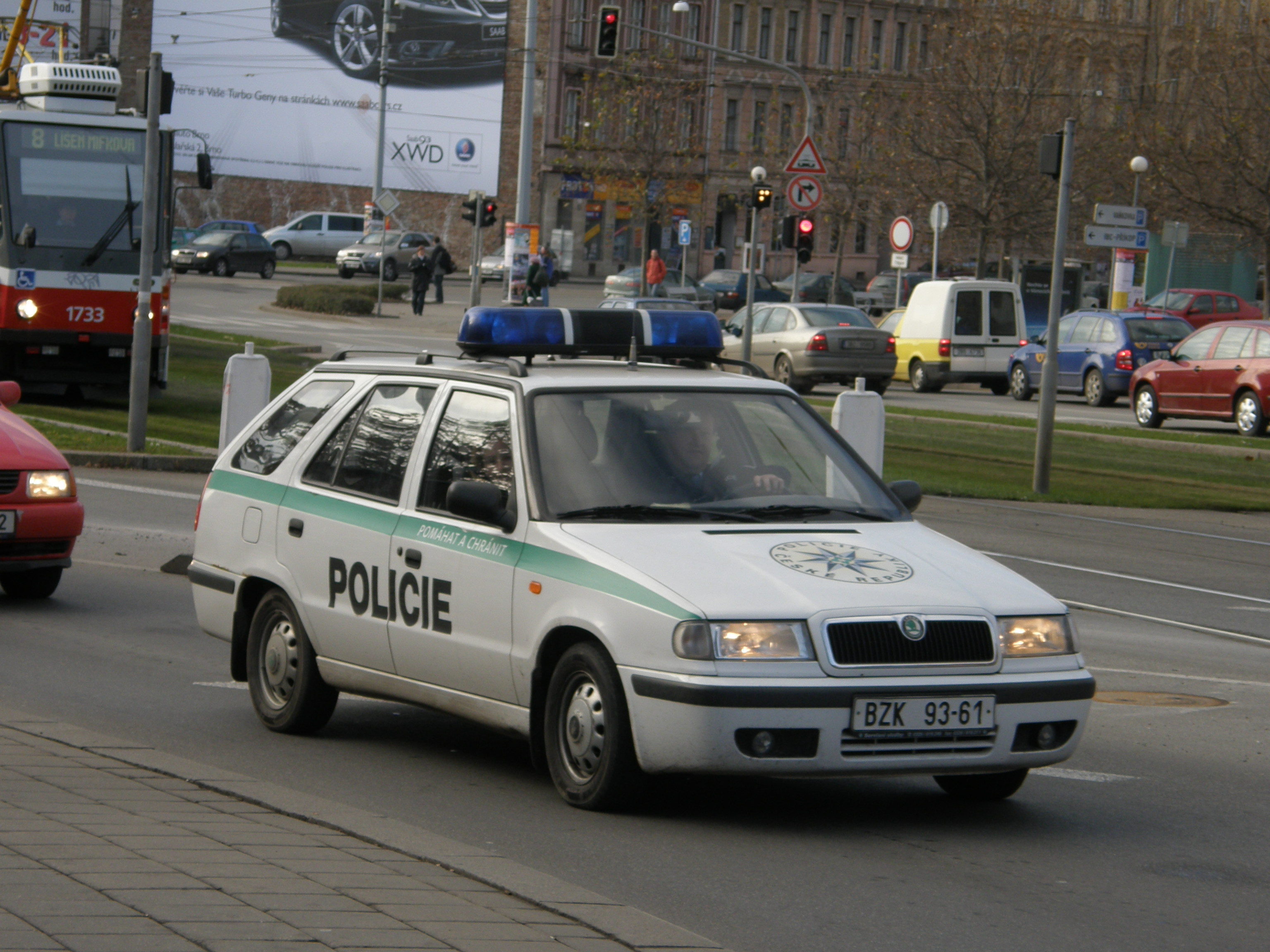
Полицейская Škoda Felicia в Чехии
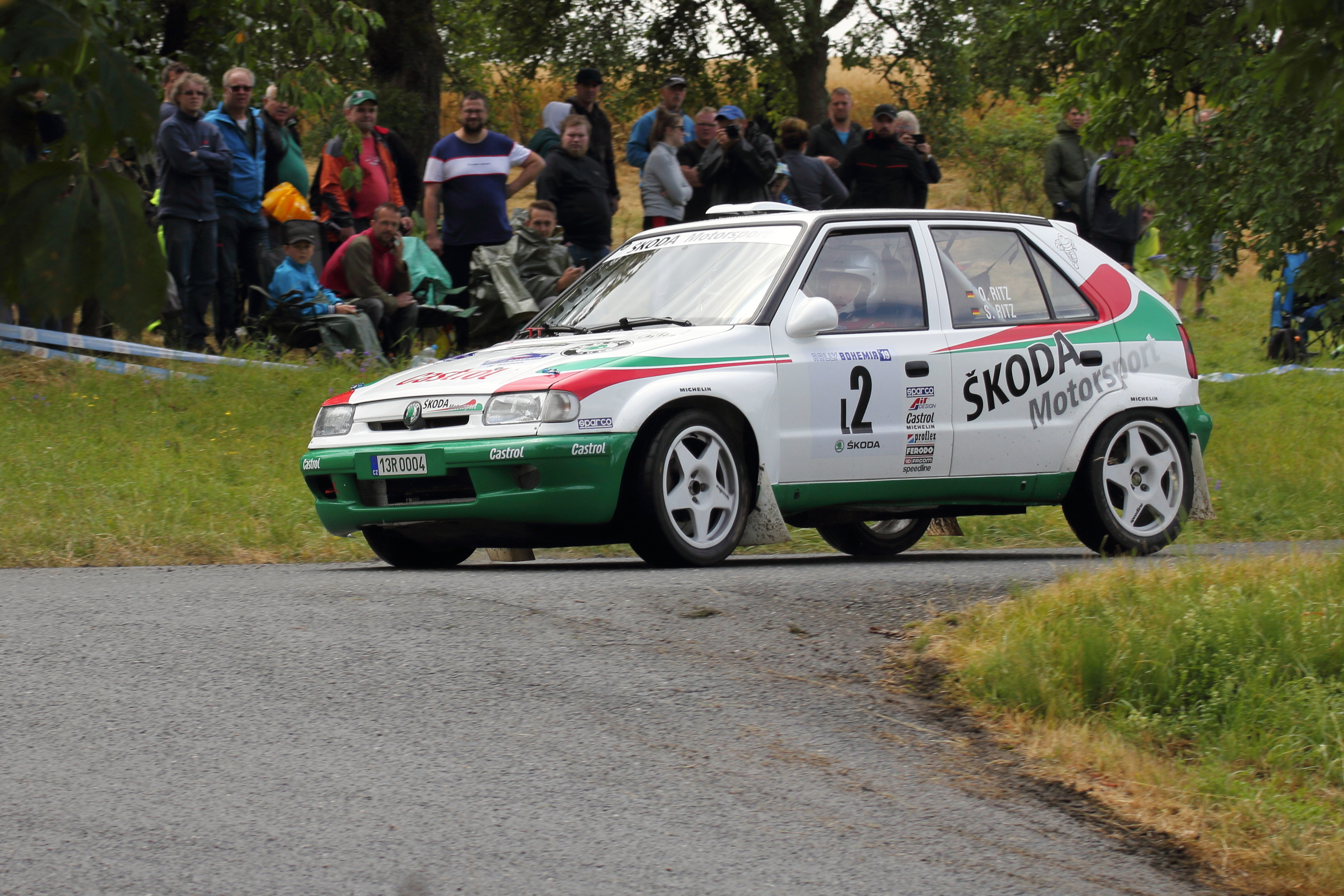
Раллийная Škoda Felicia Kit Car